# Kliesňová
Kliesňová je krátký nízkotatranský potok na Liptově, v jižní části okresu Liptovský Mikuláš. Je to pravostranný přítok Boce, měří 1,5 km a je tokem IV. řádu.

## Pramen
Pramení v Nízkých Tatrách, v geomorfologickém podcelku Ďumbierské Tatry, pod hlavním hřebenem pohoří na východním svahu Rovienek (1602 m) v nadmořské výšce přibližně 1190 m, jihozápadně od obce Vyšná Boca a cca 750 m SSZ od sedla Čertovica.

## Popis toku
Od pramene teče převážně směrem na severoseverovýchod, na horním toku protéká v blízkosti opuštěných důlních štol na pravém břehu. Na středním toku podtéká státní silnici č. 72, teče s ní souběžně na levém břehu v úseku asi 0,5 km a na dolním toku se potok stáčí více na severovýchod. Na západním okraji intravilánu obce Vyšná Boca, 750 m jihozápadně od jejího středu, se v nadmořské výšce přibližně 982 m vlévá do Boce.